# راور
راوَر(Ravar)، مرکز شهرستان راور، شمالی‌ترین شهر استان کرمان و شهر ملّی قالی در مرکز ایران است. این شهر در فاصله ۱۳۰ کیلومتری شهر کرمان واقع شده‌است. بر اساس سرشماری رسمی سال ۱۳۹۵، جمعیت این شهر ۲۲۷۲۹ نفر بوده‌است. از آن جا که این منطقه بر سر راه کویری کرمان ـ مشهد قرار دارد راهور و سپس به مرور زمان راور نامیده شده‌است. به‌طوری‌که گفته شده حدود ۱۶ قرن پیش، راور محل زندگی زرتشتیان بوده و خاور زمین خوانده می‌شده‌ است. راور شهری در دل کویر است که منطقه گندم بریان (گرمترین نقطۀ روی زمین) در شرق این شهرستان قرار دارد. همچنین راور یکی از بزرگترین مراکز تولید کنندۀ قالی دست‌باف در کشور است.

## ویژگی‌های انسانی
مردم این شهرستان عمدتا مسلمان شیعه هستند و به زبان فارسی (لهجه راوری) سخن می‌گویند. بخش عمده‌ای از جمعیت این شهر به‌صورت مهاجر در یزد و کرمان زندگی میکنند. طی سال‌های اخیر با رونق گرفتن صنعت در این شهر روند مهاجرت کندتر شده‌است.

## آب و هوا و اقلیم
مرکز شهرستان راور از نظر جغرافیایی در ۵۶ درجه درازای خاوری ۳۱ درجه و ۱۵ دقیقه پهنای شمالی و در ارتفاع ۱۱۷۵ متری از سطح دریا واقع شده است. آب و هوای راور گرم و خشک بوده و میزان بارندگی سالانه ۶۴.۲ میلی‌متر است. کشاورزی در این منطقه به‌صورت آبی انجام می‌شود و تنها نیمی از زمین‌ها قابل کشت هستند. آب و هوای غرب شهر (محلاتِ آبکوهی، مصلی، سرداران و ...) نسبت به شرق شهر مطبوع‌تر است. تنها رودخانه دائمی شهر رودخانه آبکوهی می‌باشد که از کوه های تنگل سرچشمه می‌گیرد. میانگین دمای هوا در روستاهای اطراف مانند فیض‌آباد، جاده سبز (خورند، بغیجان، طاشک) و کوهساران به مراتب پایین‌تر و خوش آب‌وهواتر از شهر راور است.

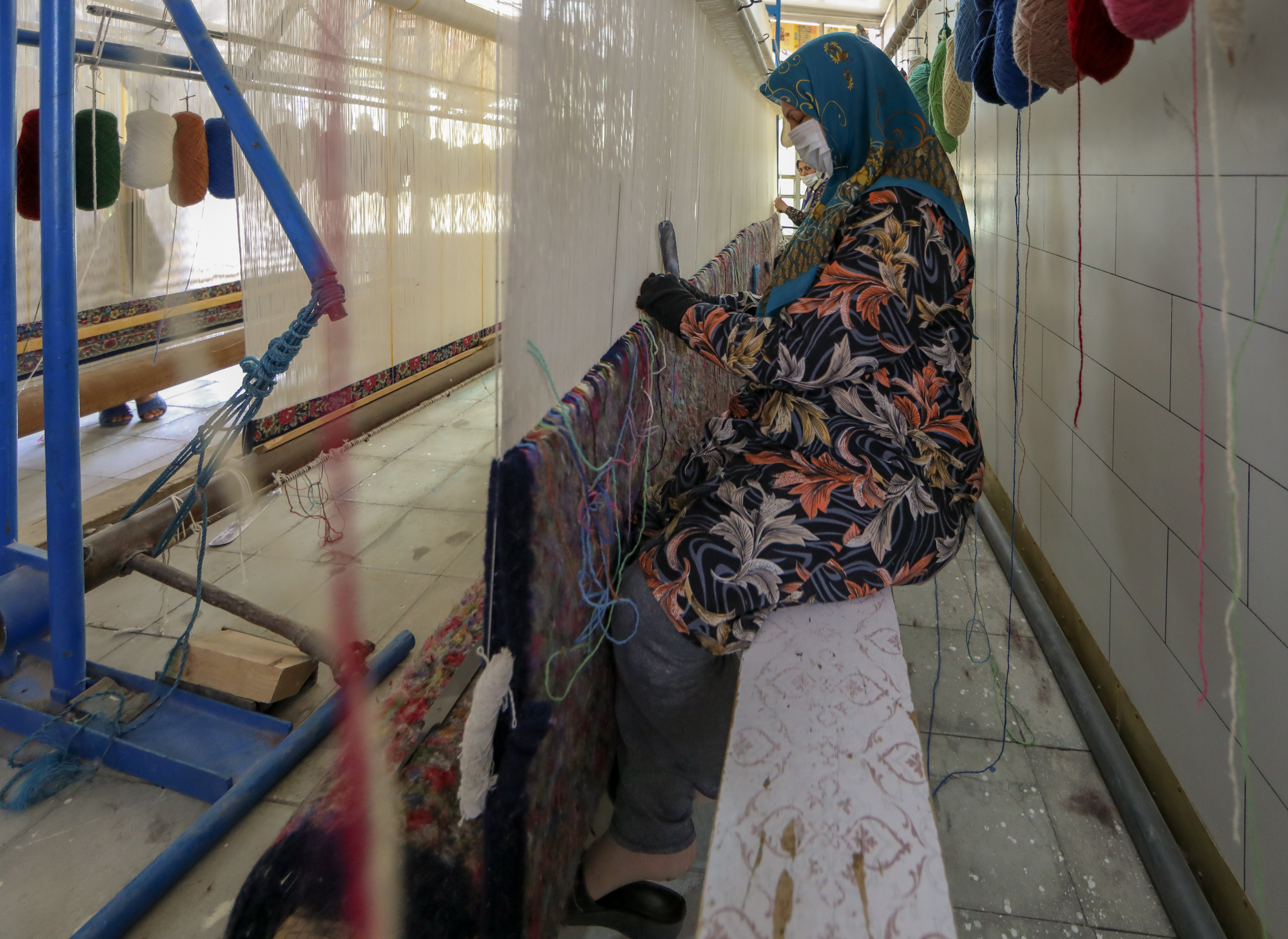
دارقالی و قالیبافی

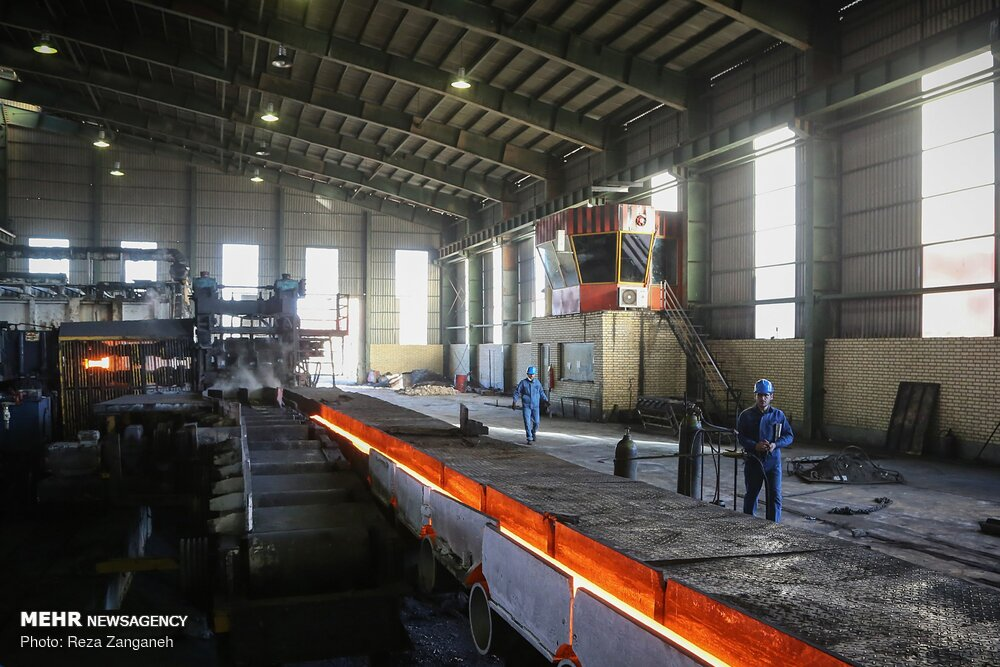
کارخانه بریکت سازی

## اقتصاد
اقتصاد راور بر اساس کشاورزی، دام‌داری و پیشه‌وری استوار بوده و قالی، پسته و پنبه صادرات این شهرستان را تشکیل می‌دهند. صنعت قالی‌بافی مهم‌ترین صنعت دستی این ناحیه را تشکیل می‌دهد.

### کشاورزی و دامداری
از فرآورده‌های کشاورزی راور می‌توان پسته، گندم، جو، زیتون، انار، انگور، انجیر را نام برد. دامداری این شهرستان شامل گاو و گوسفند و شتر و طیور می‌شود.

### قالی بافی
پیش از توسعه سریع قالی بافی و به شهرت رسیدن آن صنایع کرباس بافی، شال بافی و گلیم بافی و سفره بافی رواج داشته که از میان آن‌ها به کرباس بافی توجه بیش‌تری می‌شده‌است. با توجه به این که در گذشته‌بیش‌تر لباس‌ها از کرباس تهیه می‌شد؛ کشت وسیع لینه نیز در منطقه راور رواج داشته‌است. قالی‌های این منطقه با طرح‌های اردبیلی و کرمانی و نقش صحرایی، درختی، خوشه‌ای، جنگلی، بوته‌ای، شاه عباسی و لاله بافته می‌شوند. 

#### معادن
معادن کان سرب در تاج کوه، در شمال باختری راور و کان مس طرز در باختر این منطقه موجود است.
در دهه پیش پیشرفت این شهرستان در حدی بوده که پیشرفت آن را با پیشرفت حتی استان‌های اطراف مقایسه می‌کردند اما امروز پیشرفت این شهرستان به کندی صورت می‌گیرد.

#### صنایع
کارخانه بریکت سازی ، فولاد ،و روکش لاستیک از جمله صنایع فعال در این شهرستان میباشند

## سوغات
از سوغات راور می‌توان به پسته، قالی راور، قوَّتو، کلمپه و انار اشاره کرد.
در این میان قالی راور از شهرت جهانی برخوردار است. نقش معروف «سرّام» یا نقش «سه کبک» از مشهورترین نقش‌های قالی است که هنوز با ظرافت و زیبائی در راور بافته می‌شوند. در برخی مناطق شهرستان راور زعفران برداشت می شود که کیفیت خوبی دارد.

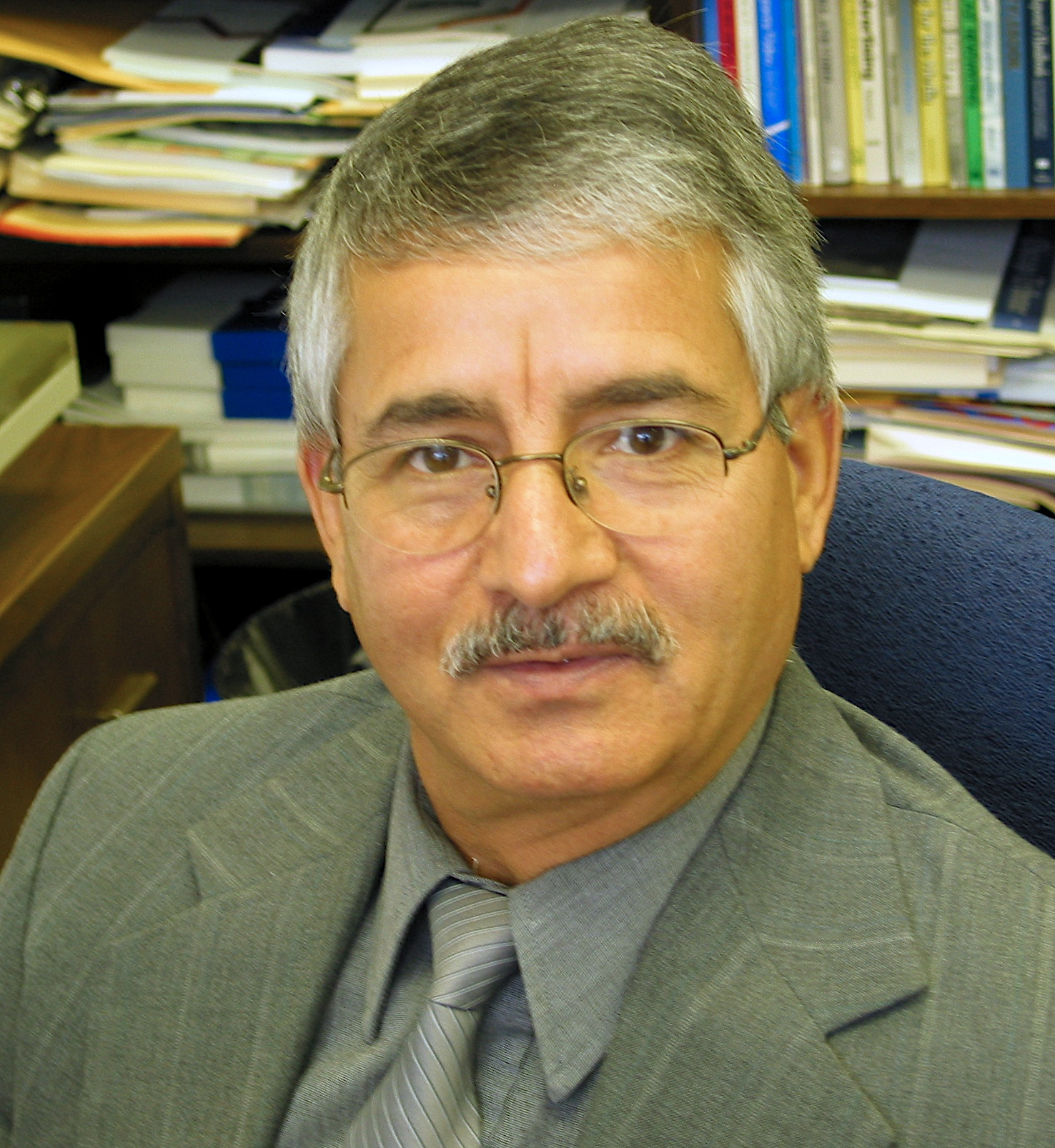
یحیی کمالی پور

## مشاهیر
- یحیی کمالی پور در سال ۱۳۲۶ در شهر کویری راور در استان کرمان به دنیا آمد.[۵] ایده راه اندازی مجله جهانی رسانه را وی از سال۱۹۹۹ میلادی و قبل از آن‌که مدیر گروه ارتباطات شود در ذهن داشت. در آن سال ایده اش را با مدیر وقت گروه ارتباطات در میان گذاشت اما او چندان علاقه‌ای به این پروژه نشان نداد. اما وقتی که خودش به مدیریت گروه ارتباطات منصوب شد توانست این ایده را عملی کند و در پاییز سال ۲۰۰۲ اولین نسخه مجله جهانی رسانه روی اینترنت قرارگرفت.[۶]
- میرزا شهاب‌الدین راوری کرمانی
- حسین غیاثی
- مظفر بقائی
- پروفسور اسماعیلی
- مرآت
- دکتر سعید پیشگویی
- حاج علی تویسرکانی
- دکتر محمد رضا کاراموز
- ماشاالله کاربخش راوری نویسنده کتاب«راور شهری در حاشیه کویر»

## امکانات فرهنگی

### کتابخانه‌ها
- کتابخانه عمومی فیض کاشانی[۷]
- پلاتو (سالن تئاتر)شهید بهابادی
- کتابخانه ارشاد
- گالری ارشاد

## جاذبه های گردشگری
شهر راور از شهرهای تاریخی استان کرمان به شمار می آید و بناهای تاریخی مهمی را در خود جای داده است.

### بناهای تاریخی
- قلعه قهقهه
- یخدان راور
- آب‌انبار غیاث
- برج فیض آباد
- برج امیر نخعی
- برج محله بلوچی
- برج نیازمند
- برج کل حسین
- برج گرمه‌ای
- برج شفیع آباد
- خانه فخری
- کاروانسرای آب بید
- کاروانسرای دربند
- کاروانسرای چاه کوران
- کاروانسرای چهل پایه
- روستای گردشگری طرز راور با آب و هوای کوهستانی
- کاروانسرای حوض پنج و آب‌انبار
- دخمه زرتشتیان
- خانه زرتشتیان روستای دهوج راور
- حمام مرتضی علی
- حمام و آب‌انبار خیرآباد
- مجموعه تاریخی یاور (خیرآباد راور)
- بازار تاریخی راور

- حمام و آب‌انبار پایاب رجبی
- روستای متروکه ده مهدی

بازار قدیمی راور

- قلعه تاریخی گوهجرد(در ۴۵ کیلومتری راور)

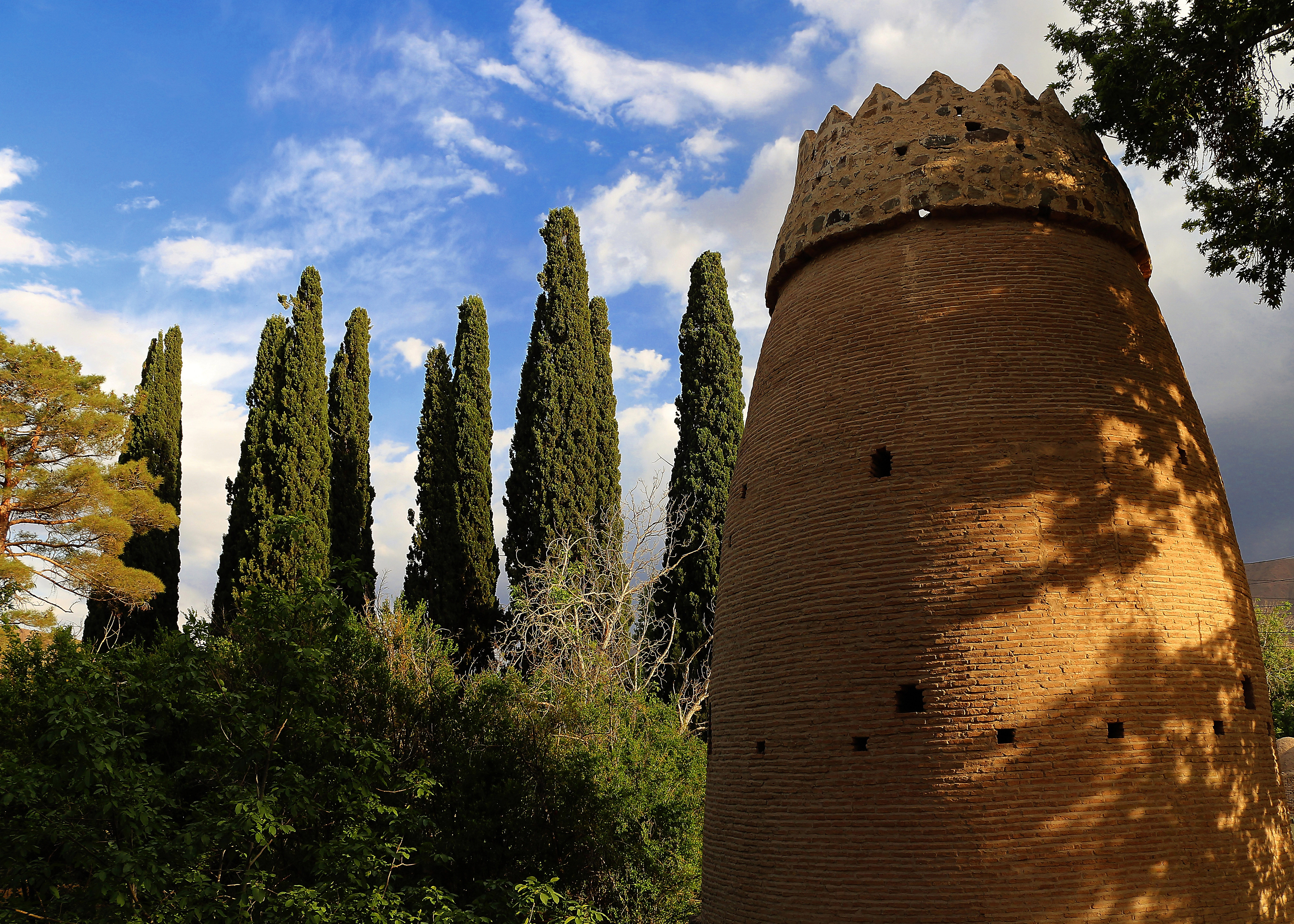
برج مدور و درختان سرو کهنسال روستای طرز راور

آبشار زیبای روستا فیض‌آباد

## پارک ها،محله ها و معابر مهم شهری

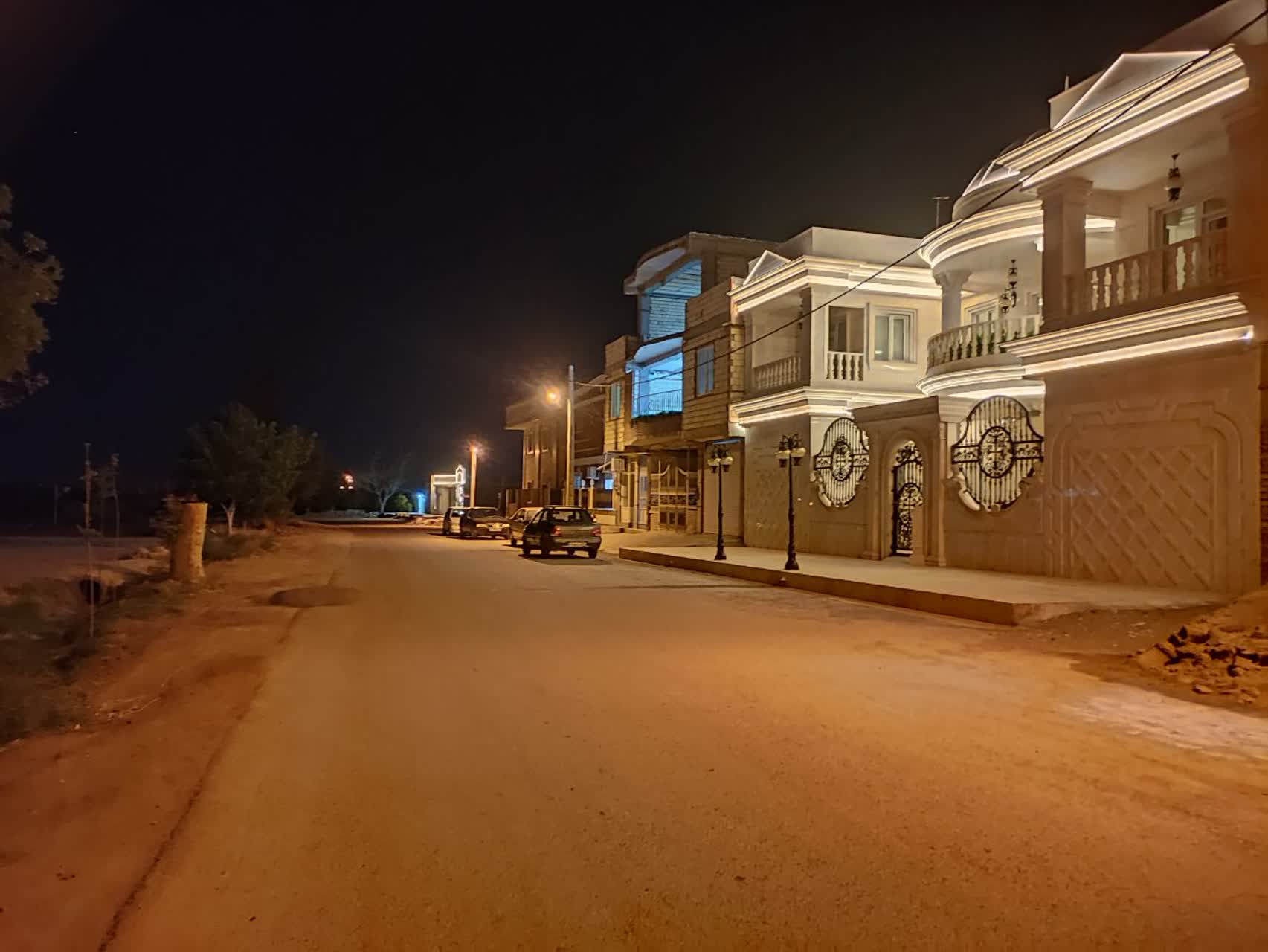
سرداران-آبکوهی

- خیابان امام
- چهارراه حسینیه
- چهارراه سرام
- بلوار قالی
- بلوار نیای
- پل زیر گذر مهدیه
- سرداران-آبکوهیمیدان شهد
- سرداران
- محله باغ در محله
- شهرک یاس
- عشرت آباد
- محله آبکوهی
- پارک آبکوهی
- پارک شهید رشیدی
- پارک ملت(جنگلی)
- پارک بانوان
- پارک ولیعصر
- پارک مالیات

## روزنامه ها، هفته نامه ها و پایگاه های خبری
- نشریهٔ آسمان کرمان
- عصر باور (هفته‌نامه)
- پیام راور (تبلیغاتی)
- پیک راور (نشریهٔ سازمان دانش‌آموزی)
- بچه‌های قرن ۲۱ (گاهنامهٔ مساجد)
- عصر ظهور
- مجلهٔ اینترنتی راور رسانه

## نگارخانه

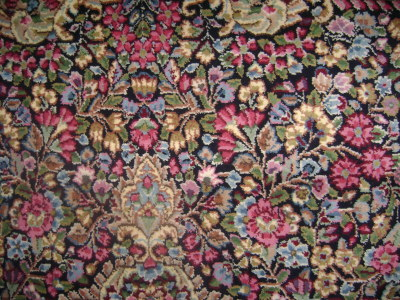
نقش قالی راور
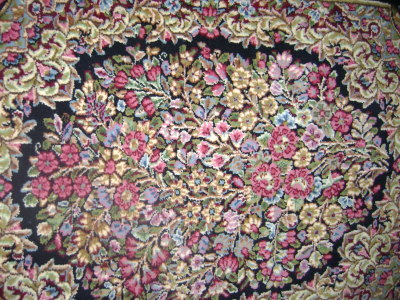
نقش قالی راور

## جستار های وابسته
- فهرست شهرهای استان کرمان
- پلاک وسایل نقلیه استان کرمان
- حوزه انتخابیه کرمان و راور